# Moses Hightower
Moses Hightower es un grupo islandés de música soul formado en 2007 en Reikiavik tras firmar contrato con la discográfica Record Records.
La banda está integrada por Steingrímur Karl Teague (teclado, vocalista), Andri Ólafsson (bajo, vocalista), Daníel Friðrik Böðvarsson (guitarrista) y Magnús Trygvason Eliassen (batería).
En 2008 grabaron su primera maqueta: Búum til börn y dos años después publicarían su álbum de debut de mismo nombre. Con su primer trabajo obtuvieron una nominación al Premio Kraumur al "Álbum del Año". También fueron nominados en el Festival de Música de Islandia en la categoría de "Mejor Compositor". En 2012 publicaron Önnur Mósebók

## Discografía

### Álbumes
- 2010: Búum til börn
- 2012: Önnur Mósebók

### Sencillos
- 2008: "Búum til börn"
- 2012: "Stutt skref"
- 2013: "Ekkert þras" (junto a Egill Ólafsson, Lay Low y Högni Egilsson)